# Cunonia aoupiniensis
Cunonia aoupiniensis är en tvåhjärtbladig växtart som beskrevs av Hoogland. Cunonia aoupiniensis ingår i släktet Cunonia och familjen Cunoniaceae. Inga underarter finns listade i Catalogue of Life.